# Fabian Cancellara
Pour les articles homonymes, voir Cancellara (homonymie).
Fabian Cancellara, né le 18 mars 1981 à Wohlen bei Bern, est un coureur cycliste suisse, professionnel de 2001 à 2016. Spécialiste du contre-la-montre, il a remporté de nombreuses victoires sur cette épreuve, avec notamment deux titres de champion olympique et quatre de champion du monde. Ses qualités de rouleur lui ont aussi assuré des succès sur des courses en ligne de prestige. Il remporte Paris-Roubaix en 2006, en 2010 et en 2013 ainsi que le Tour des Flandres 2010, 2013 et 2014 succédant, en tant que dernier vainqueur suisse, à chaque fois à Henri Suter, vainqueur de ces deux classiques en 1923, et Milan-San Remo en 2008. Son physique puissant lui vaut le surnom de « Spartacus ».

## Biographie

### Enfance
Fabian Cancellara naît à Wohlen bei Bern, en Suisse, le 18 mars 1981, d'un père italien originaire de San Fele (province de Potenza) et d'une mère bernoise. À l'âge de 13 ans, il commence le cyclisme après avoir découvert un vélo appartenant à sa famille dans son garage. Il abandonne alors la pratique du football pour privilégier le cyclisme.

### Les débuts
Fabian Cancellara montre ses qualités de rouleur dès son passage chez les juniors en devenant champion du monde du contre-la-montre de la catégorie en 1998 et 1999. L'entraîneur néerlandais Herman Snoeijink déclare à son sujet que Cancellara « avait déjà un énorme avantage physique. Particulièrement au niveau des cuisses. Rien qu'en le regardant et en le comparant aux autres, vous saviez qu'il était au-dessus ». À 19 ans, aux championnats du monde de Plouay, en 2000, il termine deuxième du contre-la-montre des moins de 23 ans derrière Evgueni Petrov. En 2001, il devient coureur professionnel au sein de l'équipe Mapei, dont il portait les couleurs fin 2000 en tant que stagiaire (il avait été envisagé de l'engager dès 2000).

#### 2001 - 2002: chez Mapei
En février 2001, il s'impose sur le Tour de Rhodes, course par étapes réservée aux moins de 23 ans, en devançant notamment Bradley Wiggins lors du prologue. Plus tard, en septembre, faisant équipe avec son coéquipier Michael Rogers également jeune spécialiste du contre-la-montre, il se classe second de deux courses chronométrées disputées en binôme : le Grand Prix Eddy Merckx et le Duo normand. À la fin du mois, il devient vice-champion national du contre-la-montre, battu par Jean Nuttli.
En 2002, Fabian Cancellara commence la saison dans la nouvelle équipe Mapei-Quick Step Espoirs classée en troisième division. En février, il renouvelle sa performance de 2001 au Tour de Rhodes, puis remporte un mois plus tard le Grand Prix Erik Breukink en s'adjugeant l'étape contre-la-montre. Après une nouvelle victoire d'étape chronométrée en juin au Tour d'Autriche, il devient champion de Suisse de la discipline, faisant du tenant du titre Jean Nuttli son dauphin.
En août, Fabian Cancellara intègre l'équipe première de la Mapei. Associé cette fois au Hongrois László Bodrogi, il ajoute le Grand Prix Eddy Merckx au nombre de ses victoires chronométrées. Grâce à ses résultats, il est sélectionné pour représenter la Suisse lors de l'épreuve contre-la-montre des championnats du monde à Zolder. Quinzième en 2001, il se classe cette fois neuvième à une minute et sept secondes du vainqueur Santiago Botero.

#### 2003 - 2005: à la Fassa Bortolo

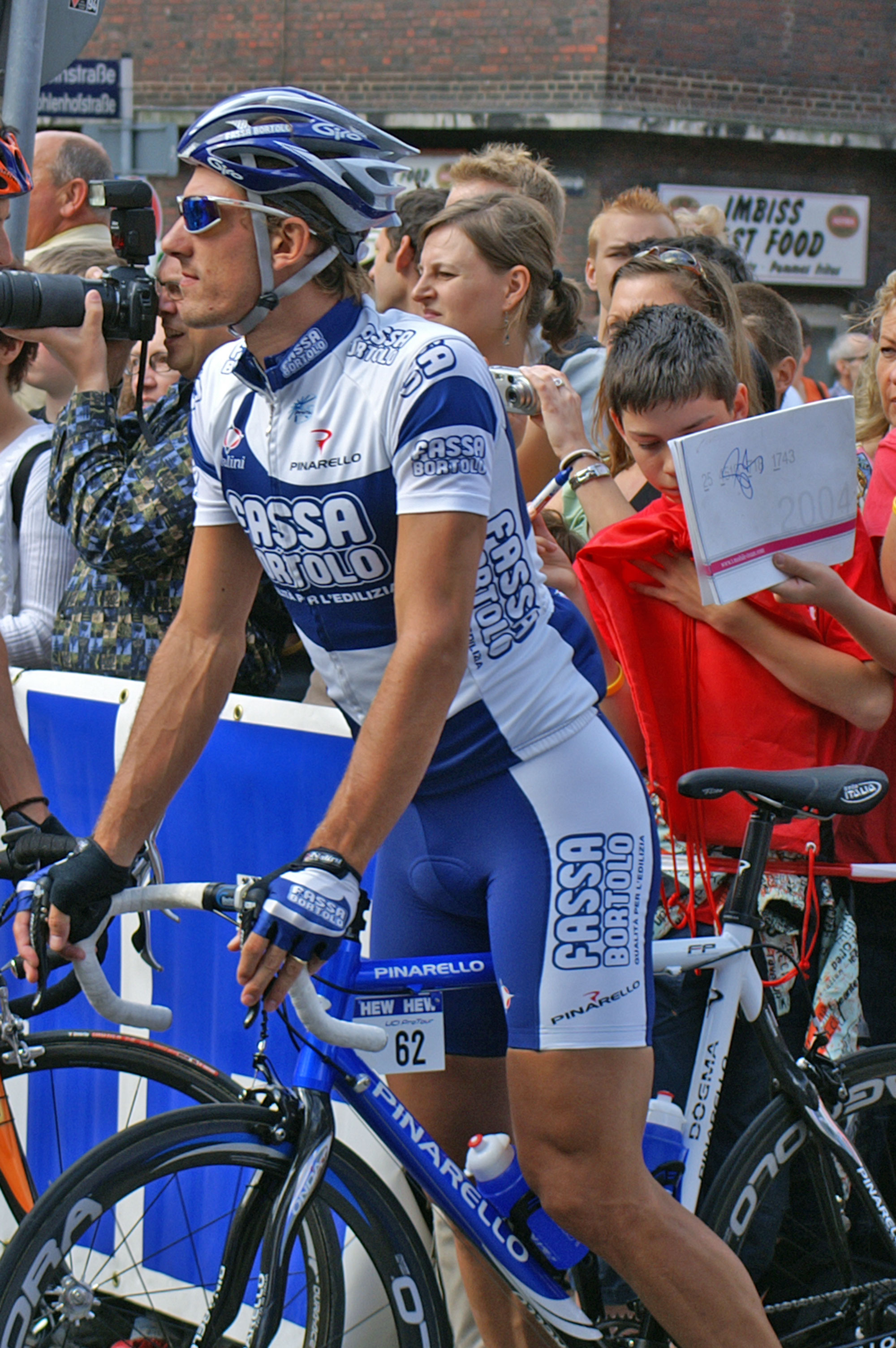
Cancellara lors de la HEW Cyclassics 2005.

À la suite de la disparition de l'équipe Mapei à cause du contrôle positif de Stephano Garzelli sur le Tour d'Italie, il est recruté rapidement par l'équipe Fassa Bortolo. Il compte en effet parmi les grands espoirs du cyclisme mondial. Il y reste de 2003 à 2005,. Il est alors chargé d'assurer une allure élevée en fin de course, sa puissance et ses qualités de métronome permettant à son équipe de s'assurer une arrivée au sprint pour le spécialiste Alessandro Petacchi, en dissuadant tout concurrent de tenter une attaque dans le final de la course.
Il se révèle également spécialiste du contre-la-montre, gagnant le prologue du Tour de France en 2004 ainsi que six titres consécutifs de champion de Suisse du contre-la-montre (de 2002 à 2008).

### 2006 - 2007: début d'un palmarès de prestige au Team CSC

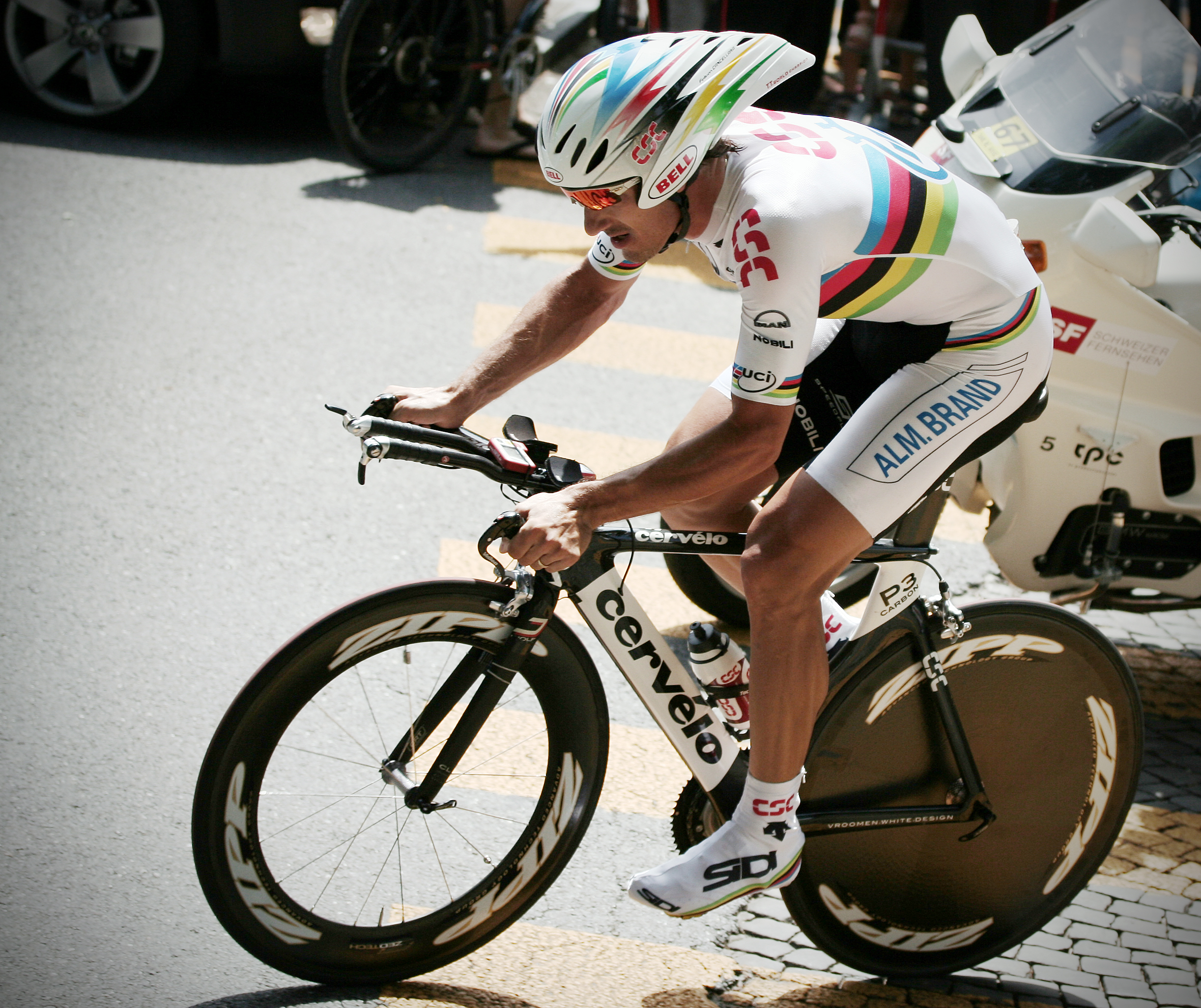
Cancellara lors du Tour de Suisse 2007.

En 2006, il intègre l'équipe CSC où on lui attribue le rôle de leader pour les classiques flandriennes. Il termine 6e du Tour des Flandres et de Gand-Wevelgem, puis remporte Paris-Roubaix. Grâce à cette campagne réussie, il s'affirme comme un coureur particulièrement redoutable dans le final des courses dites de bordures, avec des cassures dans le peloton, et où une grande puissance est requise pour ne pas être décroché[réf. nécessaire]. Il finit au mois d'août 5e du Championnat de Zurich. En septembre, il remporte les championnats du monde contre-la-montre, à Salzbourg.
En 2007, il confirme qu'il est bien le meilleur rouleur du monde, en remportant notamment le prologue du Tour de France, puis la 3e étape après être sorti dans le dernier kilomètre, ainsi que le championnat du monde du contre-la-montre.

### 2008 - 2016: un des meilleurs coureurs du peloton

#### 2008 - 2009

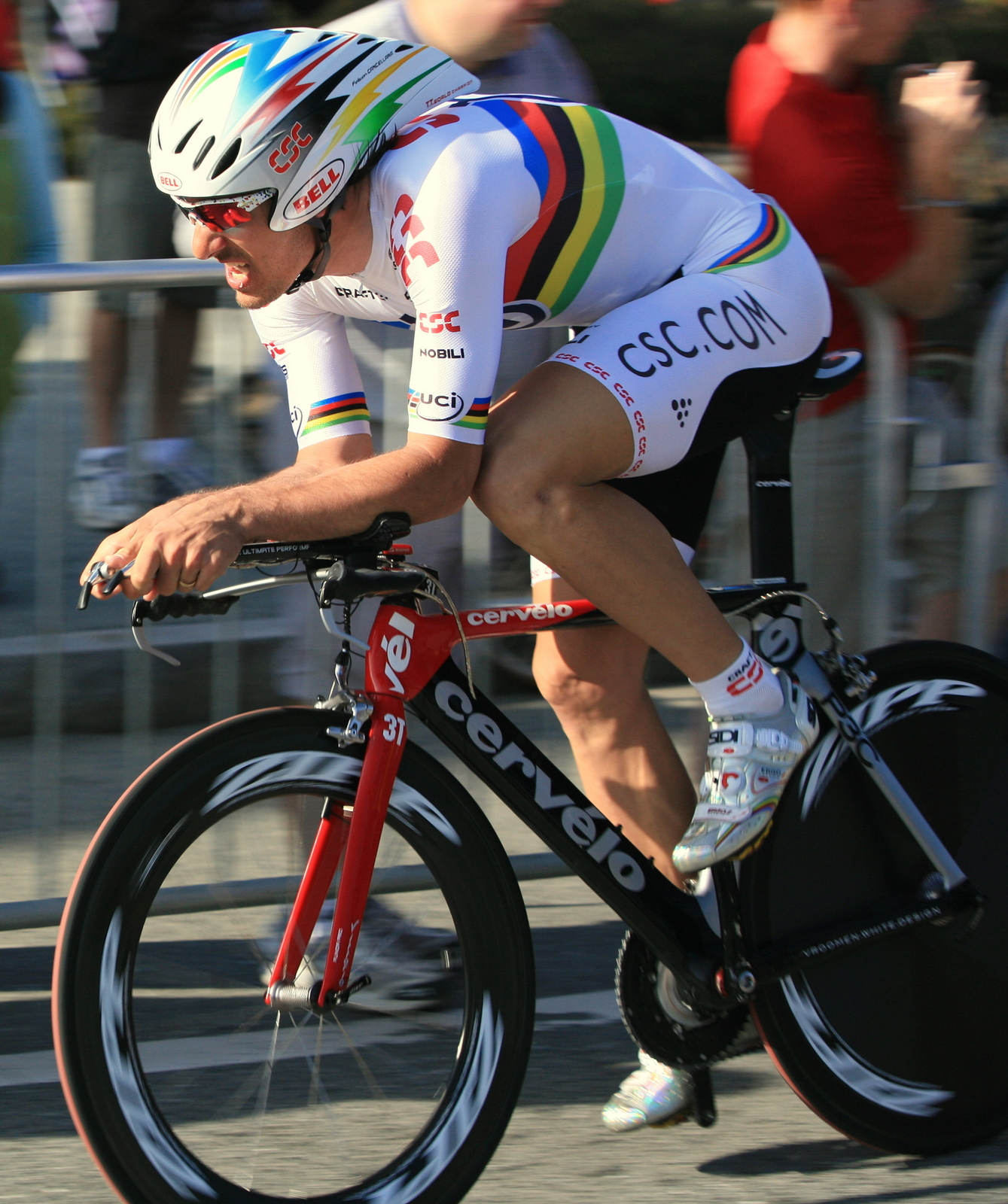
Cancellara lors de sa victoire sur le prologue du Tour de Californie 2008.

L'année 2008 marque un tournant pour le Suisse qui remporte au mois de mars trois superbes victoires en Italie : le Monte Paschi Eroica, Tirreno-Adriatico et Milan-San Remo. Il termine également deuxième de Paris-Roubaix derrière le Belge Tom Boonen. Il obtient ensuite de bons résultats, remportant notamment deux étapes du Tour de Suisse et une étape du Tour de France (à la suite du déclassement de Schumacher). Puis, il décroche une médaille d'argent aux Jeux olympiques de Pékin sur l'épreuve en ligne (à la suite du déclassement de Rebellin) et, le 13 août 2008, devient champion olympique du contre-la-montre.

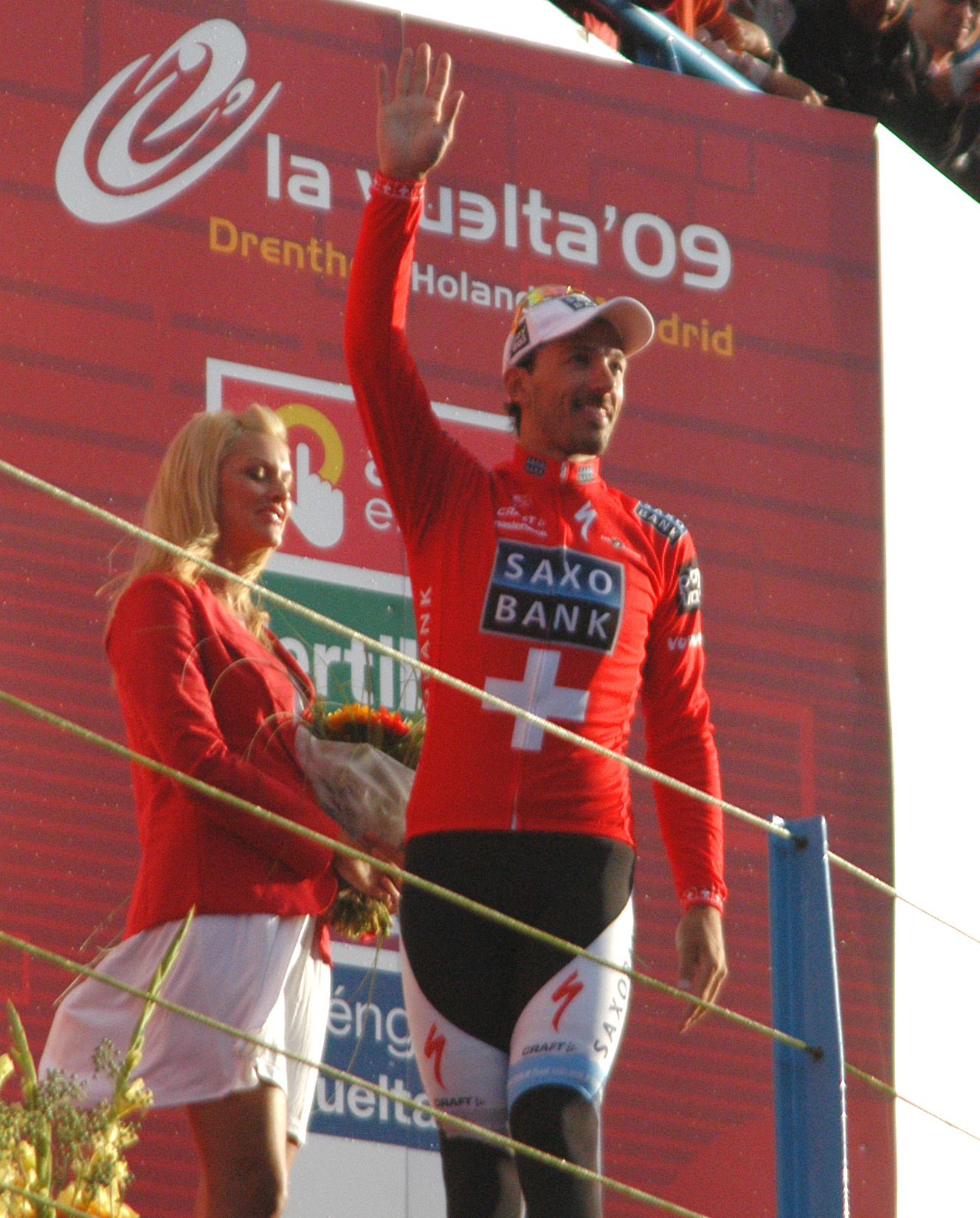
Cancellara lors de sa victoire sur la première étape du Tour d'Espagne 2009

En 2009, il remporte le prologue du Tour de Californie puis abandonne le lendemain, fiévreux. 
Victime d'une chute à l'entraînement, il renonce à participer au Tour de Murcie puis à Milan-San Remo après avoir abandonné lors de Tirreno-Adriatico, courses dont il est le tenant du titre. Il dispute en revanche la Semaine internationale Coppi et Bartali afin de préparer son principal objectif : les classiques flandriennes. Il n'y obtient pas les résultats escomptés : il abandonne le Tour des Flandres après avoir brisé sa chaîne dans l'ascension du Koppenberg, puis est victime d'une crevaison durant Gand-Wevelgem alors qu'il figure dans le groupe de tête et se classe 49e de Paris-Roubaix. Il expliquera plus tard avoir été hors de forme. Il participe à son deuxième Tour d'Italie, qu'il abandonne. Il revient en forme en juin et remporte le Tour de Suisse. Il gagne les deux étapes contre-la-montre et suit les meilleurs en montagne durant cette édition que les organisateurs ont dessinée afin de favoriser sa victoire,. Il est le premier Suisse à remporter le tour national depuis Alex Zülle en 2002. Il ne participe pas au championnat national du contre-la-montre, afin de se préserver pour le prologue du Tour de France mais remporte pour la première fois le titre de la course en ligne. Il remplit son objectif au début du mois de juillet en remportant la première étape du Tour avec dix-huit secondes d'avance sur Alberto Contador et porte ainsi le maillot jaune six jours. Il récidive au Tour d'Espagne, avec des victoires lors du prologue et de la septième étape, et cinq jours en tête du classement général. Le 24 septembre, il remporte le championnat du monde contre-la-montre avec 1 minute et 27 secondes d'avance sur son coéquipier suédois de la Saxo Bank Gustav Larsson et 2 min 30 s sur Tony Martin. Il devient le deuxième coureur à gagner trois titres de champion du monde du contre-la-montre. Espérant devenir le premier coureur à remporter la même année les titres du contre-la-montre et de la course en ligne, il termine cinquième de cette dernière deux jours plus tard.
Le 17 novembre 2009, à la suite du contrôle antidopage positif de Davide Rebellin à l'EPO-Cera lors de la course en ligne des Jeux olympiques 2008, le comité olympique italien (CONI) a disqualifié son coureur. Fabian Cancellara récupère ainsi la médaille d'argent. La médaille de bronze est attribuée au coureur russe Alexander Kolobnev.

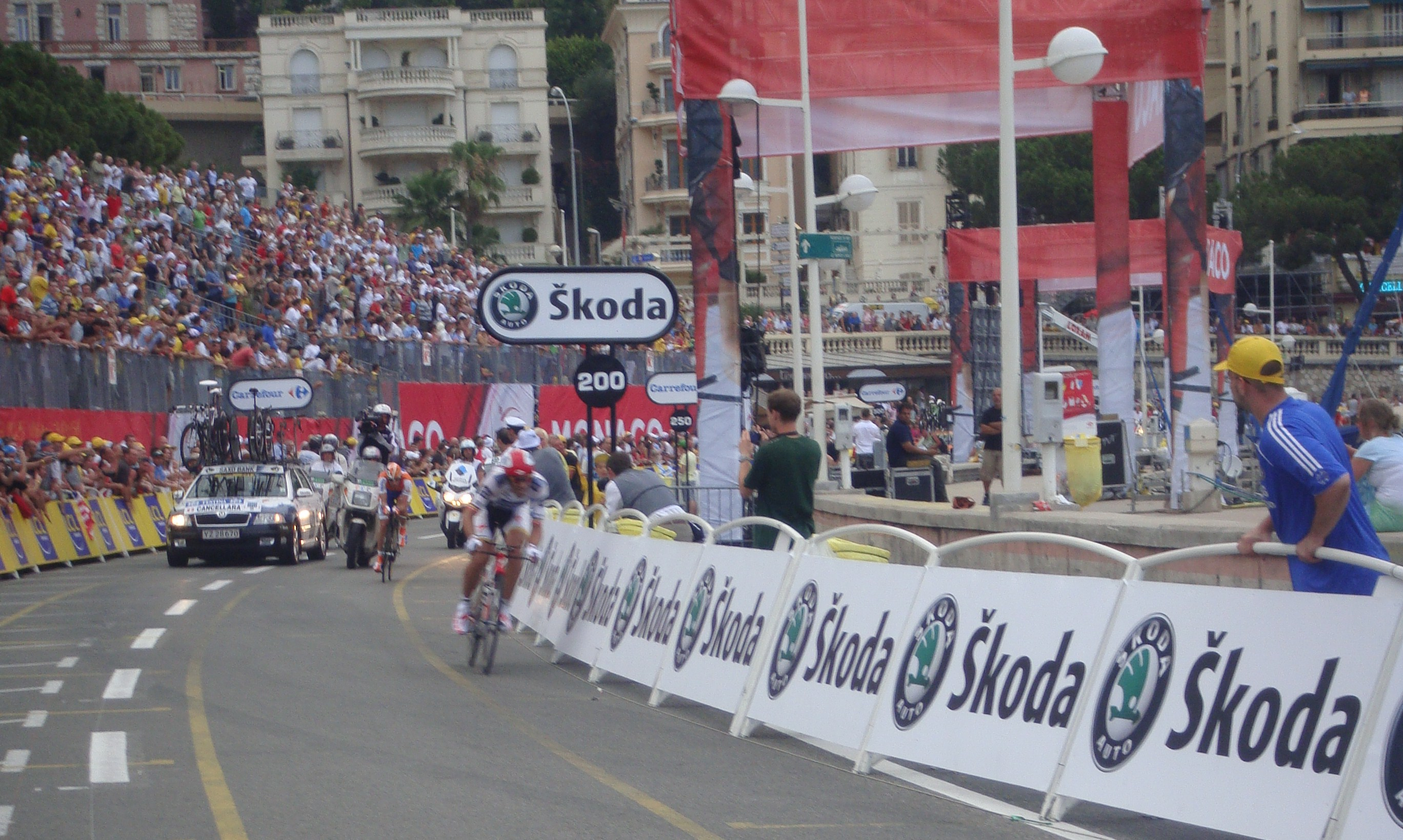
Fabian Cancellara lors de la 1re étape du Tour de France 2009.

#### 2010: le doublé Tour des Flandres - Paris-Roubaix, et suspicion de dopage mécanique

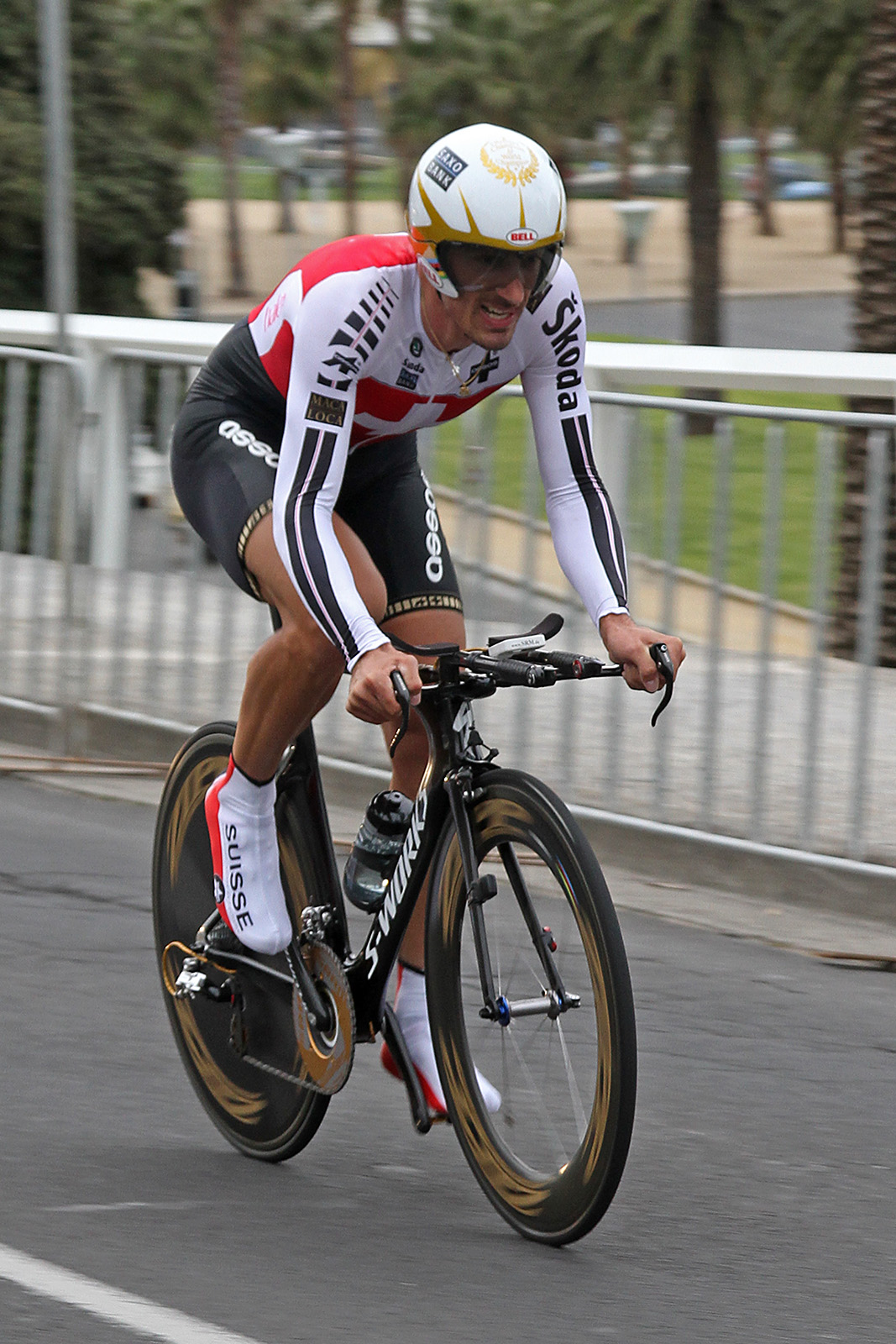
Cancellara sur son vélo lors du championnat du monde du contre-la-montre 2010.

Il commence sa saison 2010 par un Tour du Qatar très moyen qu'il termine à la 87e place, à 15 min 13 s de Wouter Mol. En revanche, il remporte le Tour d'Oman, après avoir terminé deuxième de la sixième et dernière étape. Il bascule alors sur la saison des classiques. Il passe un peu à côté de son Milan-San Remo et de Gand-Wevelgem, mais remporte le Grand Prix E3 fin mars, le Tour des Flandres au début du mois d'avril et Paris-Roubaix mi-avril. Il bat alors à trois reprises successives le champion belge Tom Boonen. Dans les semaines qui suivent (avril/mai) de nombreux médias font état de suspicions sur l’utilisation d'un vélo à assistance électrique pour ses victoires au Tour des Flandres et à Paris-Roubaix. Fabian Cancellara déclare à ce sujet : « Je suis un coureur professionnel, je fais de mon mieux tous les jours. Je sais ce que j'ai gagné, je sais comment j'ai gagné. Les dix dernières années suffisent à démontrer que je n'ai pas besoin d'un moteur sur le vélo. Le moteur, je l'ai dans mon corps. C'est encore mieux. » Finalement, rien ne sera prouvé et le président de l’UCI, Patrick McQuaid, dénoncera une « histoire [qui] […] n’a jamais existé ». En 2017, l'UCI envisage de relancer une enquête, tandis qu'en 2018, Tom Boonen maintient ses suspicions. Mi-juin, il remporte la première étape du Tour de Suisse et termine deuxième du contre-la-montre final, battu par Tony Martin. Il bat ce dernier lors du prologue et du contre-la-montre du Tour de France. Il portera le maillot jaune durant 6 étapes. Hésitant sur son équipe pour 2011, il est libéré par Bjarne Riis au lendemain de son abandon sur la Vuelta qui avait mis en évidence des tensions entre lui et l'encadrement de Team Saxo Bank. Le 30 septembre, sur le circuit de Geelong en Australie, long de 45,6 kilomètres, il remporte le championnat du monde contre-la-montre avec 1 min 2 s d'avance sur le Britannique David Millar, et 1 min 12 s sur l'Allemand Tony Martin. Il termine quatorzième du classement mondial UCI et remporte le Vélo d'or 2010. Début novembre, il annonce se consacrer aux ardennaises en 2011, renonçant ainsi aux classiques flandriennes. Finalement, il visera quand même les flandriennes, le seul objectif en plus par rapport à 2010 étant l'Amstel Gold Race.

#### 2011: une saison riche en places d'honneur

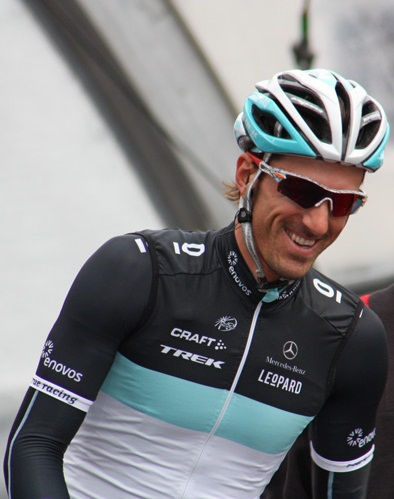
Cancellara lors du départ du Tour des Flandres 2011.

En 2011, Cancellara rejoint l'équipe Leopard-Trek, en compagnie d'une partie des coureurs de Saxo Bank. Il termine 2e du prologue du Tour du Qatar, mais se fait piéger dans une bordure lors de la 3e étape et finit 53e du classement général. Après s'être classé 6e du Tour d'Oman et 5e du Monte Paschi Strade Bianche, il remporte la dernière étape de Tirreno-Adriatico et termine deuxième de Milan-San Remo. Il entame les classiques flandriennes par une deuxième victoire consécutive en solitaire lors du Grand Prix E3. Il est ensuite un des grands animateurs du Tour des Flandres avec Sylvain Chavanel. Il est battu au sprint par ce dernier et le vainqueur Nick Nuyens. Peu de temps après, il termine à la seconde place de Paris-Roubaix, une vingtaine de secondes derrière Johan Vansummeren. Il vise alors un résultat sur l'Amstel Gold Race, mais chute et ne peut faire mieux que 64e. En juin, il remporte le prologue du Tour de Luxembourg devant Damien Gaudin et Jimmy Engoulvent. Il dédie sa victoire à son ancien coéquipier Wouter Weylandt, décédé lors de la 3e étape du Tour d'Italie. Il participe ensuite au Tour de Suisse et remporte la première et la neuvième étape, des contre-la-montre. Après un deuxième titre de champion de Suisse, il participe au Tour de France, où il est un équipier très précieux en première semaine, notamment lors du contre-la-montre par équipes. En revanche, il déçoit en terminant 8e du contre-la-montre de la 20e étape. Il participe ensuite à la Vuelta et contribue pleinement au succès de son équipe lors du contre-la-montre par équipes inaugural de Benidorm. Il passe d'ailleurs la ligne en seconde position juste derrière Jakob Fuglsang. Il est plutôt discret pendant le restant de ce Tour d'Espagne, terminant 4e du contre-la-montre (10e étape), résultat assez décevant en vue des championnats du monde. Il s'y rend tout de même avec un statut de favori. Il se classe finalement 3e du contre-la-montre, puis 4e de la course en ligne, où il « [rate] une médaille pour un centimètre, c'est râlant ».

#### 2012: une saison gâchée par des chutes

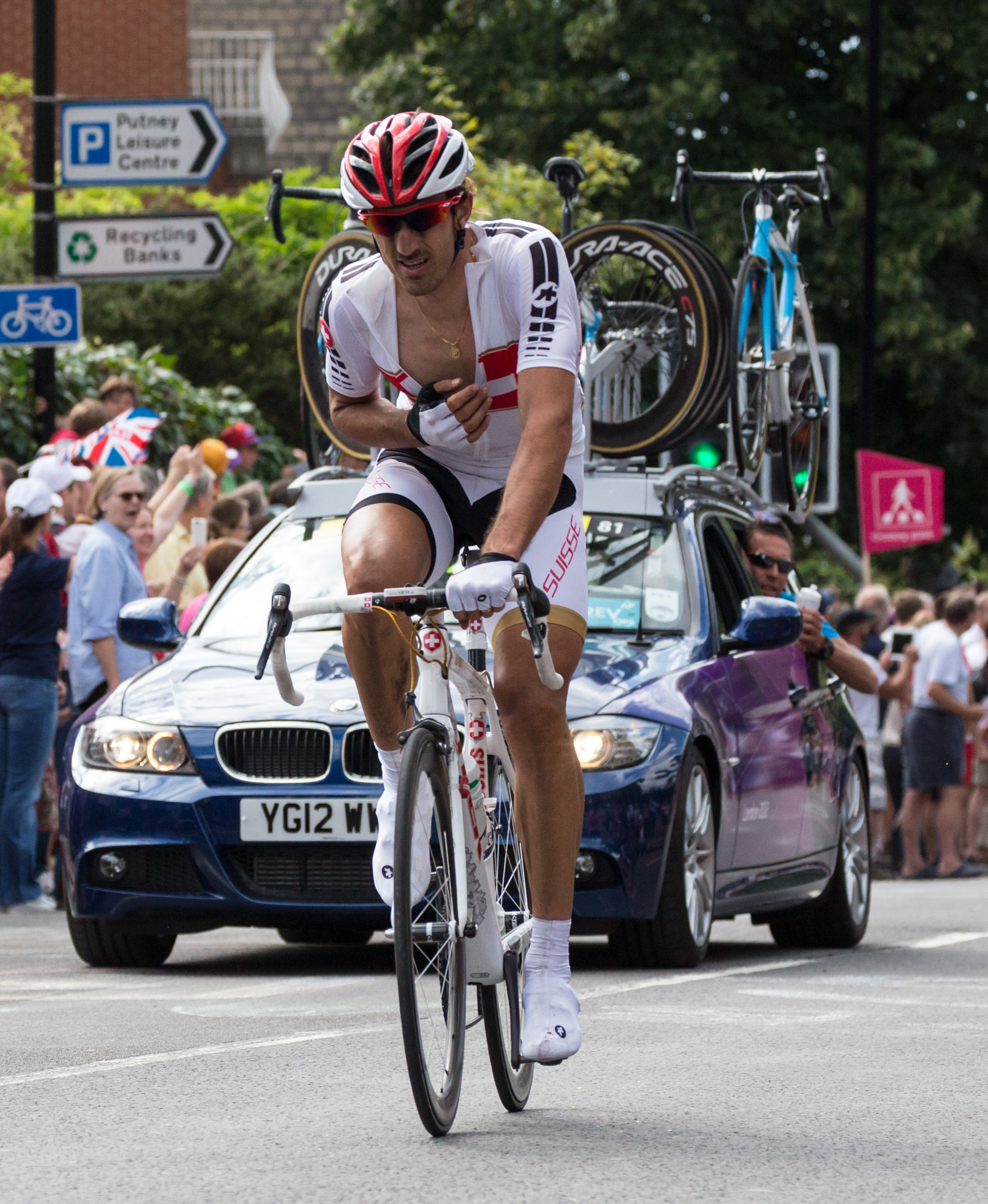
Cancellara sur son vélo tout en tenant son bras droit après s'être blessé plus tôt lors de la course sur route olympique.

Il reprend la compétition au Moyen-Orient. Au Tour du Qatar, il prend la troisième place de la 4e étape, après avoir provoqué l'explosion du peloton en fin d'étape. Il termine la course à la 7e place du classement général. Il finit ensuite 10e du Tour d'Oman, grâce à une 9e place dans les 2e et 5e étapes. De retour en Europe, il se prépare pour les classiques. Début et mi-mars, il obtient des résultats en Italie. Après avoir remporté en solitaire les Strade Bianche (3 mars), il dispute Tirreno-Adriatico (7-13 mars), participant à la 2e place de son équipe au contre-la-montre par équipe inaugural et en gagnant le contre-la-montre de la 7e étape, puis termine deuxième de Milan-San Remo (17 mars), après un numéro dans le final. Il commence les classiques flandriennes par une 22e place au Grand Prix E3, malgré une chute et une crevaison, et une 13e place sur Gand-Wevelgem, en terminant à chaque fois dans le groupe de tête. Alors qu'un duel entre lui et Tom Boonen est attendu lors du Tour des Flandres, il est victime d'une chute à 61 kilomètres de l'arrivée, à cause d'un bidon sur la chaussée,. Il souffre d'une quadruple fracture de la clavicule et est contraint à l'abandon. Il doit également déclarer forfait pour Paris-Roubaix et les classiques ardennaises,. Après son opération, il annonce qu'il compte reprendre la compétition au Tour de Bavière, fin mai,. Il reprend effectivement sur la course allemande, où il termine 14e du contre-la-montre mais abandonne. Il revient en forme sur le Tour de Suisse. Il se classe 2e du contre-la-montre inaugural derrière Peter Sagan, puis du contre-la-montre (7e étape) derrière Fredrik Kessiakoff, soit 2 performances jugées intéressantes en vue du Tour de France. Il remporte quelques jours plus tard un 7e titre de champion de Suisse du contre-la-montre. Comme en 2004, Cancellara remporte le prologue du Tour de France qui se dispute à Liège. Le lendemain, il attaque dans la dernière montée, suivi par Peter Sagan puis Edvald Boasson Hagen. Il est battu au sprint par Sagan, le peloton sur les talons du trio. Lors de ce Tour, il devient, parmi les coureurs à n’avoir jamais gagné le Tour, celui ayant porté le plus souvent le maillot jaune. Maillot jaune durant sept jours sur cette édition, il termine également quatrième du premier contre-la-montre. Il abandonne avant le départ de la 11e étape pour rentrer en Suisse et assister à la naissance prochaine de son deuxième enfant,.
De retour aux Jeux olympiques, Cancellara chute lors de la course en ligne dont il finit 106e. Un temps incertain pour le contre-la-montre des Jeux olympiques, il y participe finalement et s’y classe septième. Forfait pour le Tour du Poitou-Charentes, le journal suisse Tagesanzeiger annonce que Cancellara stoppe sa saison, renonçant ainsi aux championnats du monde, pour subir une intervention chirurgicale et lui ôter une vis sur sa clavicule blessée plus tôt dans l'année.

#### 2013: second doublé Tour des Flandres - Paris-Roubaix

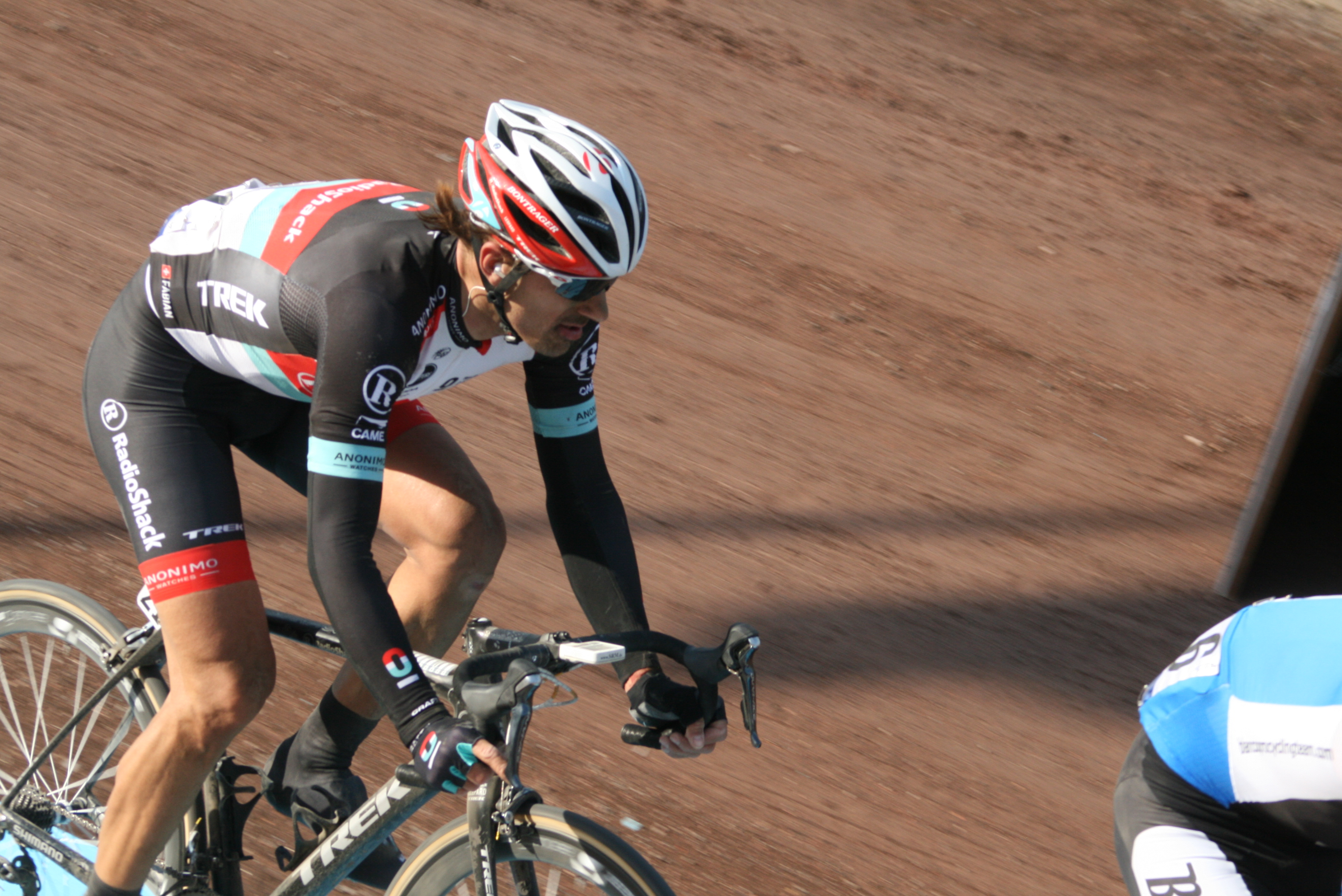
Cancellara dans le dernier kilomètre de Paris-Roubaix 2013 sur le Vélodrome de Roubaix.

Pour 2013, Fabian Cancellara déclare qu'il visera les classiques (Milan-San Remo et les flandriennes) et le maillot rose du Tour d'Italie. Pour sa reprise de la compétition, il termine à la 58e place du classement général du Tour du Qatar, dans une édition moins mouvementée qu'à l’accoutumée, puis 44e du Tour d'Oman. Il se rend alors en Italie. Il y termine quatrième des Strade Bianche. Il déçoit ensuite en concluant à la quatrième place le contre-la-montre final de Tirreno-Adriatico.

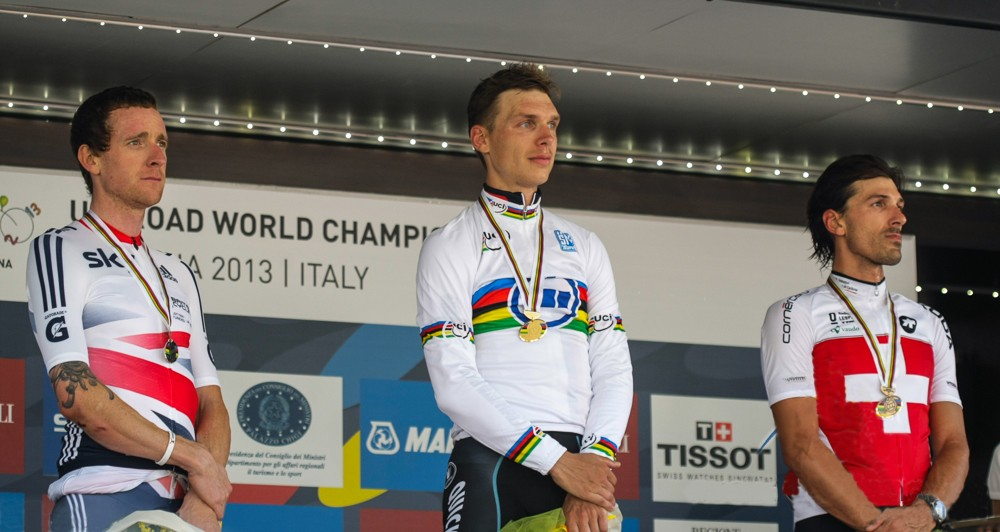
Cancellara (à droite) sur le podium du championnat du monde du contre-la-montre 2013.

Milan-San Remo, disputé dans des conditions dantesques, le voit figurer dans le groupe de 7 coureurs qui se dispute la victoire. Il décroche un nouveau podium sur la Primavera, en terminant 3e derrière Gerald Ciolek et Peter Sagan. Cancellara démarre les classiques flandriennes en remportant la semaine suivante le Grand Prix E3 après s'être échappé en solitaire à 35 kilomètres de l'arrivée ce qui en fait le favori pour le Tour des Flandres et Paris-Roubaix. Deux jours après cette victoire, il abandonne sur Gand-Wevelgem, préférant se réserver pour le Tour des Flandres où il attaque dans le Vieux Quaremont suivi seulement par Peter Sagan. Ils reprennent Jürgen Roelandts à 16 km de l'arrivée, puis Cancellara part seul en tête dans le Paterberg. Il s'impose avec près d'une minute et trente secondes sur Sagan et Roelandts. Visant ensuite Paris-Roubaix, il chute sur le Grand Prix de l'Escaut et à nouveau au cours d'une reconnaissance d'un secteur pavé de l'« enfer du Nord », sans conséquence sur sa participation à la course qu’il gagne au sprint devant Sep Vanmarcke, réalisant ainsi pour la deuxième fois le doublé Tour des Flandres/Paris-Roubaix. Cette victoire lui permet de prendre la tête de l'UCI World Tour aux dépens de Sagan. Il fait finalement l’impasse sur le Tour d'Italie et reprend la compétition en juin avec le Tour de Suisse. Au prologue, il fait partie des coureurs partant avec un vent défavorable et finit à 22 secondes du vainqueur, l'Australien Cameron Meyer. À la fin du mois, il s'adjuge son huitième titre de champion de Suisse du contre-la-montre, un record. Ne participant pas au Tour de France, il s'impose lors de la 7e étape du Tour d'Autriche. En préparation des championnats du monde, il participe au Tour d'Espagne, et remporte la 11e étape, un contre-la-montre de 38,8 km, dominant l'Allemand Tony Martin.
Aux championnats du monde, à Florence en Italie, le podium du contre-la-montre est le même qu'en 2011 : Fabian Cancellara est médaillé de bronze, battu de 48 secondes par Tony Martin et de deux secondes par Bradley Wiggins. Figurant parmi les favoris de la course en ligne, il ne parvient cependant pas à suivre les grimpeurs dans les côtes et termine à la dixième place.

#### 2014: troisième victoire sur le Tour des Flandres
En 2014, le fabricant de cycles Trek devient propriétaire de la licence de l'équipe RadioShack, qui prend par conséquent le nom Trek Factory Racing. Fabian Cancellara s'y engage pour trois ans et indique que ce contrat pourrait être le dernier de sa carrière. Il commence sa saison 2014 en février avec la première édition du Dubaï Tour. En guise de préparation pour les classiques de printemps, il s'aligne au départ du Tour du Qatar, du Tour d'Oman et des Strade Bianche, où il termine sixième. Lors de Tirreno-Adriatico, il se classe deuxième du contre-la-montre final et manque la victoire de six secondes sur Adriano Malori. Le 23 mars, il termine deuxième de Milan-San Remo et signe son troisième podium consécutif sur l'épreuve. La course, qui se termine par un sprint massif après 294 kilomètres, est remportée par le Norvégien Alexander Kristoff. 
Il enchaîne avec les classiques flandriennes. Il se classe neuvième du Grand Prix E3 et 38e de Gand-Wevelgem qui se termine au sprint. Une semaine après Gand-Wevelgem, Cancellara participe au Tour des Flandres où il est considéré comme favori avec Tom Boonen et Peter Sagan. Sur l'avant-dernière difficulté de la journée, le Vieux Quaremont, il attaque et seul Sep Vanmarcke est en mesure de le suivre. Le duo revient sur les deux coureurs de tête pour former un groupe de quatre dont Cancellara sort vainqueur au sprint, ce qui constitue sa troisième victoire personnelle sur cette course. Il fait alors partie avec Tom Boonen et Johan Museeuw des cinq coureurs victorieux à trois reprises de l’épreuve . Grand favori sur Paris-Roubaix, il peut devenir le premier coureur à réaliser à trois reprises le doublé Tour de Flandres/Paris-Roubaix. À huit kilomètres de l'arrivée, un groupe de onze coureurs mène la course, dont plusieurs autres favoris. Le Néerlandais Niki Terpstra profite de la supériorité numérique de l'équipe Omega-Pharma-Quickstep pour attaquer et s'imposer en solitaire. Cancellara termine finalement troisième de la course, battu au sprint par John Degenkolb.
Après les classiques, Cancellara s'offre une longue pause et reprend la compétition fin mai au Tour de Bavière. Lors du Tour de France qu'il termine sans victoire, il abandonne après la dixième étape et fait de même sur le Tour d'Espagne après la 17e étape. Lors des championnats du monde, il ne participe pas au contre-la-montre, afin de se concentrer sur son objectif déclaré de remporter le titre mondial de la course en ligne. Au cours de l'attaque décisive dans le dernier tour, il ne peut pas suivre les leaders et franchit la ligne d'arrivée à la onzième place avec des crampes.

#### 2015: absent des classiques flandriennes, abandons précoces dans les grands tours

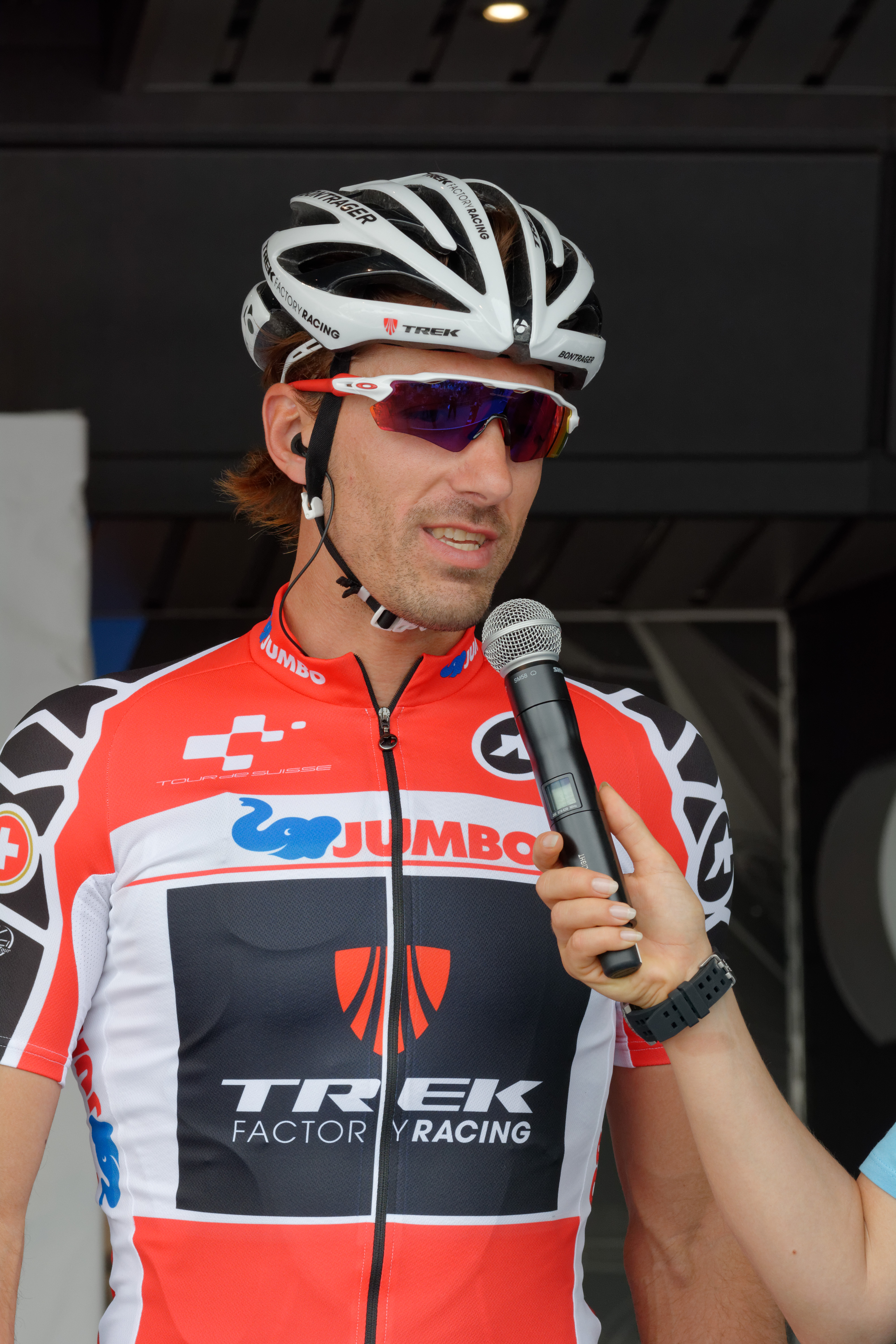
Cancellara au Tour de Suisse 2015.

Sa saison 2015 commence bien avec une victoire d'étape au Tour d'Oman, où il règle le sprint d'une dizaine de coureurs dont Peter Sagan. En mars, il remporte le contre-la-montre lors de la dernière étape de Tirreno-Adriatico. Quelques jours plus tard, il fait septième de Milan-San Remo. Il chute violemment lors du Grand Prix E3 et subit une double fracture mineure aux vertèbres dans le bas du dos. Il met ainsi fin à sa saison de Classiques. Cancellara reprend la compétition à la fin du mois de mai à l'occasion du Tour des Fjords. Présent sur le Tour de France, il est troisième du contre-la-montre initial d'Utrecht. Le lendemain, une bordure distance le maillot jaune Rohan Dennis. Lors du sprint d'arrivée, le Suisse termine troisième, gagnant ainsi quatre secondes de bonification qui lui permettent d'endosser le maillot jaune. Pour son 29e jour en jaune, record pour un coureur n'ayant pas remporté le Tour de France, Cancellara est impliqué dans une chute collective. Il termine tout de même l'étape mais perd la tête du classement au profit de Christopher Froome. Des examens médicaux pratiqués après l'arrivée révèlent deux nouvelles fractures à deux vertèbres lombaires, les troisième et quatrième, ce qui l'amène à ne pas reprendre la course. De retour au Tour d'Espagne, il y abandonne également lors de la troisième étape, atteint de maux d'estomac. Il déclare aussi forfait pour les mondiaux disputés aux États-Unis, dont le parcours comprenait notamment une côte pavée correspondant à ses qualités, et arrête sa saison après cet abandon sur la Vuelta.

#### 2016: dernière saison, médaille d'or en contre-la-montre aux Jeux olympiques
Pour sa dernière année professionnelle, Fabian Cancellara remporte une épreuve du Challenge de Majorque puis une étape du Tour de l'Algarve devant Tony Martin. En mars, il gagne pour la troisième fois les Strade Bianche, donnant ainsi son nom au sixième secteur de terre à partir des éditions suivantesso
Pour son dernier Paris-Roubaix, victime d’une chute, il termine, à l’issue d’une poursuite de près de 100 kilomètres, à la 40e place, sept minutes derrière Mathew Hayman . Il déclare : « Je ne suis pas triste, je suis heureux de ne pas être à l'hôpital. Je suis content d'avoir terminé. » Il explique avoir mal partout - en plus d'avoir chuté pendant la course, il est tombé sur le vélodrome pendant son tour d'honneur - et être « heureux que cela soit terminé ».
Présent en mai au Tour d'Italie, il est malade la veille du départ de l'épreuve et ne parvient pas à remporter la première étape qui lui aurait permis de porter le maillot rose. Quatrième du contre-la-montre de Chianti, il quitte ensuite le Giro en accord avec son encadrement. Sa fatigue est avancée pour justifier cet abandon.
Il remporte le prologue du Tour de Suisse dans la même seconde que le Belge Jürgen Roelandts. Par la suite, il remporte à nouveau le contre-la-montre au championnat suisse mais sera non partant à la 17e étape du Tour de France, un contre-la-montre de montagne entre Sallanches et Megève.
Le 10 août 2016, il remporte la médaille d'or du contre-la-montre aux Jeux olympiques au Brésil, devant le Néerlandais Tom Dumoulin, médaille d'argent et le Britannique Christopher Froome, médaille de bronze.
Il fait ses adieux le 12 novembre au Kuipke de Gand. À l'issue de cette dernière saison, il est élu sportif suisse de l'année pour la deuxième fois après 2008, et devient en 2016 membre de l'Académie internationale du sport Laureus.

## Style
Fabian Cancellara est un coureur spécialiste du contre-la-montre et des classiques flandriennes. Alain Gallopin, directeur sportif de Cancellara dans l'équipe RadioShack-Leopard à partir de 2012, déclare à son sujet qu'il est « doté d’une force exceptionnelle » et ce depuis ses débuts en tant que coureur. Il développe ses qualités au fil de sa carrière. Sur les courses flandriennes, Gallopin le décrit comme étant le « patron » de l'équipe et doté d'un mental « solide ». En 2013, le basque Josu Larrazabal est le nouveau préparateur physique de l'équipe RadioShack-Leopard. Selon lui, Cancellara est « l'horloge suisse typique, tout est précision, professionnalisme, méthode, engagement », mais également « un exemple et une référence au niveau du professionnalisme et du leadership en course ». Lors des classiques, Cancellara est endurant, puissant, capable de faire la différence juste après un berg et fait preuve d'une grande efficacité dans ses attaques.

## Vie privée
Fabian Cancellara est né de parents originaires d'Italie du Sud, vivant à Wohlen bei Bern, en Suisse. Son premier sport est le ski de fond. Il se consacre au cyclisme professionnel après ses titres mondiaux chez les juniors en 1998 et 1999. Il épouse sa femme Stefanie en 2006. La même année, il devient père d'une fille, nommée Giuliana. Leur deuxième fille, Elina est née le 13 juillet 2012. La famille habite maintenant à Berne, en Suisse. Cancellara parle couramment anglais, italien, français et allemand.

## Palmarès, résultats et distinctions

### Palmarès amateur
- 1997
  -  Médaillé d'argent de la course en ligne au Festival olympique de la jeunesse européenne
  - 2e du championnat de Suisse sur route débutants
- 1998
  -  Champion du monde du contre-la-montre juniors
  -  Champion de Suisse de contre-la-montre juniors
  - Trofeo Emilio Paganessi
  - Grand Prix des Nations juniors
  - Dusika Jugen Tour :
    - Classement général
    - 2ea et 2eb (contre-la-montre) étapes

  - 2e du championnat de Suisse de la montagne juniors
- 1999
  - Coupe du monde UCI Juniors
  -  Champion du monde du contre-la-montre juniors
  -  Champion de Suisse sur route juniors
  - Course de la Paix juniors
  - Tour du Pays de Vaud
  - 4e (contre-la-montre) et 5e étapes du Tour de Haute-Autriche juniors
  - 3e du Trofeo Emilio Paganessi
- 2000
  -  Champion de Suisse du contre-la-montre espoirs
  - Prix des Vins Henri Valloton
  - Gran Premio Palio del Recioto
  - 2e étape du Transalsace International
  - Coppa del Grano
  - 2e du Giro dei Sei Communi
  - 2e du Tour de Berne espoirs
  - 2e du Grand Prix du canton d'Argovie espoirs
  - 2e du Grand Prix des Nations espoirs
  -  Médaillé d'argent du championnat du monde du contre-la-montre espoirs
  - 4e du championnat d'Europe du contre-la-montre espoirs

### Palmarès professionnel
| - 2001 - Tour de Rhodes : - Classement général - Prologue - Grand Prix Eddy Merckx (avec Michael Rogers) - 2e du championnat de Suisse du contre-la-montre - 2e du Duo normand (avec Michael Rogers) - 2002 - Champion de Suisse du contre-la-montre - Grand Prix Eddy Merckx (avec László Bodrogi) - Grand Prix Erik Breukink : - Classement général - 4e étape - Tour de Rhodes : - Classement général - Prologue - ZLM Tour - 1rea étape du Tour d'Autriche (contre-la-montre) - 3e étape du Tour de Bohême (contre-la-montre) - 2e du Grand Prix Winterthur - 2e du Chrono des Nations - 9e du championnat du monde du contre-la-montre - 2003 - Prologue du Tour de Suisse - Prologue du Tour de Romandie - 4e étape du Tour de Belgique (contre-la-montre) - 2004 - Champion de Suisse du contre-la-montre - Prologue du Tour de France - 1re étape de la Semaine catalane - 4e étape du Tour de Luxembourg (contre-la-montre) - 4e étape du Tour du Qatar - 4e de Paris-Roubaix - 8e du championnat du monde du contre-la-montre - 2005 - Champion de Suisse du contre-la-montre - 4e étape de Paris-Nice - 3eb étape du Tour de Luxembourg (contre-la-montre) - 5e étape de la Semaine catalane (contre-la-montre) - 2e du Tour de Luxembourg - 3e du championnat du monde du contre-la-montre - 4e de la HEW Cyclassics - 4e de Gand-Wevelgem - 8e de Paris-Roubaix - 2006 - Champion du monde du contre-la-montre - Champion de Suisse du contre-la-montre - 5e étape de Tirreno Adriatico (contre-la-montre) - Paris-Roubaix - 1re étape du Tour de Catalogne (contre-la-montre) - Tour du Danemark : - Classement général - 2e et 5e (contre-la-montre) étapes - 1re étape du Tour d'Espagne (contre-la-montre par équipes) - 2e du LuK Challenge (avec Fränk Schleck) - 5e du Championnat de Zurich - 6e du Tour des Flandres - 6e de Gand-Wevelgem - 2007 - Champion du monde du contre-la-montre - Champion de Suisse du contre-la-montre - Prologue et 3e étape du Tour de France - Prologue et 8e étape (contre-la-montre) du Tour de Suisse - 2e étape du Tour d'Allemagne (contre-la-montre par équipes) - 2e du championnat de Suisse sur route - 2e du Grand Prix E3 - 2008 - Champion olympique du contre-la-montre - Champion de Suisse du contre-la-montre - Prologue du Tour de Californie - Monte Paschi Eroica - Tirreno-Adriatico : - Classement général - 5e étape (contre-la-montre) - Milan-San Remo - Prologue du Tour de Luxembourg - 7e et 9e étapes du Tour de Suisse - 20e étape du Tour de France (contre-la-montre) - 1re étape du Tour de Pologne (contre-la-montre par équipes) - 2e de Paris-Roubaix - Médaillé d'argent de la course en ligne aux Jeux olympiques. | - 2009 - Champion du monde du contre-la-montre - Champion de Suisse sur route - Prologue du Tour de Californie - Tour de Suisse : - Classement général - 1re et 9e étapes (contre-la-montre) - 1re étape du Tour de France (contre-la-montre) - 1re et 7e étapes du Tour d'Espagne (contre-la-montre) - 5e du championnat du monde sur route - 2010 - Champion du monde du contre-la-montre - Classement général du Tour d'Oman - Grand Prix E3 - Tour des Flandres - Paris-Roubaix - 1re étape du Tour de Suisse (contre-la-montre) - Prologue et 19e étape du Tour de France (contre-la-montre) - 2011 - Champion de Suisse sur route - 7e étape de Tirreno-Adriatico (contre-la-montre) - Grand Prix E3 - Prologue du Tour de Luxembourg - 1re et 9e étapes du Tour de Suisse (contre-la-montre) - 1re étape du Tour d'Espagne (contre-la-montre par équipes) - 2e de Milan-San Remo - 2e de Paris-Roubaix - 3e du championnat du monde du contre-la-montre - 3e du Tour des Flandres - 4e du championnat du monde sur route - 2012 - Champion de Suisse du contre-la-montre - Strade Bianche - 7e étape de Tirreno-Adriatico (contre-la-montre) - Prologue du Tour de France - 2e de Milan-San Remo - 3e du championnat de Suisse sur route - 7e du contre-la-montre des Jeux olympiques - 2013 - Champion de Suisse du contre-la-montre - Grand Prix E3 - Tour des Flandres - Paris-Roubaix - 7e étape du Tour d'Autriche (contre-la-montre) - 11e étape du Tour d'Espagne (contre-la-montre) - 3e de Milan-San Remo - 3e du championnat du monde du contre-la-montre - 10e du championnat du monde sur route - 2014 - Champion de Suisse du contre-la-montre - Tour des Flandres - 2e de Milan-San Remo - 3e de Paris-Roubaix - 9e du Grand Prix E3 - 2015 - 2e étape du Tour d'Oman - 7e étape de Tirreno-Adriatico (contre-la-montre) - 7e de Milan-San Remo - 2016 - Champion olympique du contre-la-montre - Champion de Suisse du contre-la-montre - Trofeo Serra de Tramontana - 3e étape du Tour de l'Algarve (contre-la-montre) - Strade Bianche - 7e étape de Tirreno-Adriatico (contre-la-montre) - Prologue du Tour de Suisse - 2e du Tour des Flandres - 4e du Grand Prix E3 - 4e de Gand-Wevelgem |  |

### Résultats sur les grands tours

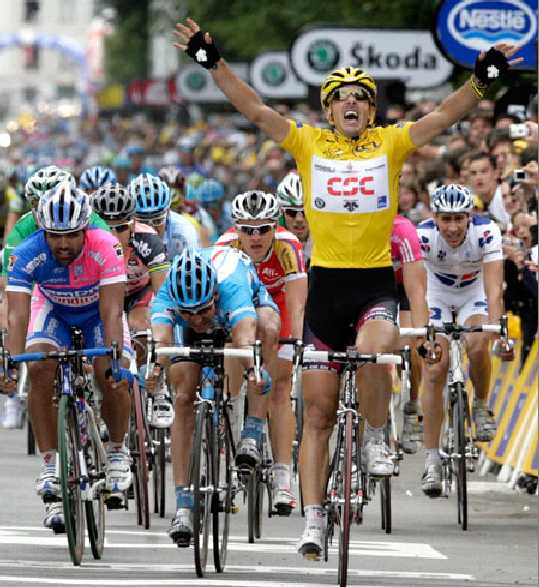
Lors de sa victoire dans la 3e étape du Tour de France 2007.

#### Tour de France
Onze participations
- 2004 : 109e, vainqueur du prologue,  maillot jaune pendant deux jours
- 2005 : 128e
- 2007 : 100e, vainqueur du prologue et de la 3e étape,  maillot jaune pendant sept jours
- 2008 : 64e, vainqueur de la 20e étape (contre-la-montre)
- 2009 : 91e, vainqueur de la 1re étape (contre-la-montre),  maillot jaune pendant six jours
- 2010 : 121e, vainqueur du prologue et de la 19e étape (contre-la-montre),  maillot jaune pendant six jours
- 2011 : 119e
- 2012 : non-partant (11e étape), vainqueur du prologue,  maillot jaune pendant sept jours
- 2014 : non-partant (11e étape)
- 2015 : non-partant (4e étape),  maillot jaune pendant un jour
- 2016 : non-partant (18e étape)

#### Tour d'Italie
Trois participations
- 2007 : non-partant (12e étape)
- 2009 : non-partant (12e étape)
- 2016 : non-partant (10e étape)

#### Tour d'Espagne
Sept participations
- 2006 : abandon (16e étape)
- 2009 : non-partant (14e étape), vainqueur des 1re et 7e étapes (contre-la-montre),  maillot or pendant cinq jours
- 2010 : abandon (19e étape)
- 2011 : non-partant (17e étape), vainqueur de la 1re étape (contre-la-montre par équipes)
- 2013 : non-partant (18e étape), vainqueur de la 11e étape (contre-la-montre)
- 2014 : non-partant (18e étape)
- 2015 : abandon (3e étape)

### Classiques et grands championnats
Le tableau ci-dessous présente les résultats de Fabian Cancellara lors des classiques de l'UCI World Tour (ex-ProTour), ainsi qu'aux championnats du monde et les Jeux olympiques qui se déroulent tous les quatre ans.
| Légende | Légende | Légende | Légende     | Légende | Légende             | Légende | Légende       |
| ------- | ------- | ------- | ----------- | ------- | ------------------- | ------- | ------------- |
| AB      | Abandon | HD      | Hors-délais | -       | Pas de particiation | ×       | Pas d'épreuve |

| Année | Milan-San Remo | Grand Prix E3 | Tour des Flandres | Gand-Wevelgem | Paris-Roubaix | Amstel Gold Race | HEW/Vattenfall Cyclassics | JO-CLM    | JO-Course en ligne | Mondial-CLM | Mondial | Championnat de Zurich |
| ----- | -------------- | ------------- | ----------------- | ------------- | ------------- | ---------------- | ------------------------- | --------- | ------------------ | ----------- | ------- | --------------------- |
| 2001  | -              | -             | -                 | -             | -             | -                | -                         | x         | x                  | 16e         | -       | -                     |
| 2002  | -              | -             | -                 | -             | -             | -                | -                         | x         | x                  | 9e          | 148e    | -                     |
| 2003  | -              | -             | 73e               | 11e           | -             | -                | 121e                      | x         | x                  | 18e         | -       | -                     |
| 2004  | -              | -             | 42e               | 14e           | 4e            | 53e              | 85e                       | 10e       | -                  | 8e          | -       | -                     |
| 2005  | -              | -             | 62e               | 4e            | 8e            | -                | 4e                        | x         | x                  | 3e          | -       | 31e                   |
| 2006  | 25e            |               | 6e                | 6e            | Vainqueur     | -                | -                         | x         | x                  | Vainqueur   | 31e     | 5e                    |
| 2007  | 110e           | 2e            | 53e               | 62e           | 19e           | -                | -                         | x         | x                  | Vainqueur   | -       | x                     |
| 2008  | Vainqueur      | 16e           | 23e               | 67e           | 2e            | -                | -                         | Vainqueur | 2e                 | -           | -       | x                     |
| 2009  | -              | -             | AB                | AB            | 49e           | -                | 53e                       | x         | x                  | Vainqueur   | 5e      | x                     |
| 2010  | 17e            | Vainqueur     | Vainqueur         | -             | Vainqueur     | -                | 97e                       | x         | x                  | Vainqueur   | 50e     | x                     |
| 2011  | 2e             | Vainqueur     | 3e                | -             | 2e            | 64e              | -                         | x         | x                  | 3e          | 4e      | x                     |
| 2012  | 2e             | 22e           | AB                | 13e           | -             | -                | -                         | 7e        | AB                 | -           | -       | x                     |
| 2013  | 3e             | Vainqueur     | Vainqueur         | AB            | Vainqueur     | -                | -                         | x         | x                  | 3e          | 10e     | x                     |
| 2014  | 2e             | 9e            | Vainqueur         | 38e           | 3e            | -                | -                         | x         | x                  | -           | 11e     | x                     |
| 2015  | 7e             | AB            | -                 | -             | -             | -                | -                         | x         | x                  | -           | -       | x                     |
| 2016  | 31e            | 4e            | 2e                | 4e            | 40e           | -                | -                         | Vainqueur | 34e                | -           | -       | x                     |

### Classements mondiaux
Jusqu'en 2004, le classement UCI concerne tous les coureurs ayant obtenu des points lors de courses du calendrier international de l'Union cycliste internationale (324 courses en 2004). En 2005, l'UCI ProTour et les circuits continentaux sont créés, ayant chacun leur classement. De 2005 à 2008, le classement de l'UCI ProTour classe les coureurs membres d'équipes ProTour en fonction des points qu'ils ont obtenus lors des courses du calendrier UCI ProTour, soit vingt-huit courses en 2005, vingt-sept en 2006, vingt-sept en 2007. En 2008, le calendrier du ProTour est réduit à quinze courses en raison du conflit entre l'UCI et les organisateurs de plusieurs courses majeures. Les trois grands tours, Paris-Roubaix, la Flèche wallonne, Liège-Bastogne-Liège, le Tour de Lombardie, Tirreno-Adriatico et Paris-Nice ne sont donc pas pris en compte dans le classement ProTour 2008. En 2009 et 2010, un « classement mondial UCI » remplace le classement ProTour. Il prend en compte les points inscrits lors des courses ProTour et des courses qui n'en font plus partie, regroupées dans un « calendrier historique », soit au total vingt-quatre courses en 2009 et vingt-six en 2010. Ce nouveau classement prend en compte les coureurs des équipes continentales professionnelles. En 2011, l'UCI ProTour devient l'UCI World Tour et reprend dans son calendrier les courses qui l'avaient quitté en 2008. Il comprend vingt-sept courses en 2011.
Fabian Cancellara apparaît pour la première fois au classement UCI en 2000. Il obtient son meilleur classement en 2013 : 7e.
| Année                                 | 2000 | 2001 | 2002 | 2003 | 2004 | 2005 | 2006 | 2007 | 2008 | 2009 | 2010 | 2011 | 2012 | 2013 | 2014 | 2015 | 2016 |
| ------------------------------------- | ---- | ---- | ---- | ---- | ---- | ---- | ---- | ---- | ---- | ---- | ---- | ---- | ---- | ---- | ---- | ---- | ---- |
| Classement UCI                        | 799e | 219e | 56e  | 99e  | 64e  |      |      |      |      |      |      |      |      |      |      |      |      |
| Coupe du monde                        | nc   | nc   | nc   | nc   | 12e  |      |      |      |      |      |      |      |      |      |      |      |      |
| UCI ProTour                           |      |      |      |      |      | 42e  | 20e  | 70e  | 89e  |      |      |      |      |      |      |      |      |
| Calendrier mondial                    |      |      |      |      |      |      |      |      |      | 23e  | 14e  |      |      |      |      |      |      |
| UCI World Tour                        |      |      |      |      |      |      |      |      |      |      |      | 12e  | 37e  | 7e   | 11e  | 67e  | 22e  |
| Classement mondial                    |      |      |      |      |      |      |      |      |      |      |      |      |      |      |      |      | 13e  |
| UCI Europe Tour                       |      |      |      |      |      |      |      |      |      |      |      |      |      |      |      |      | 48e  |
| UCI Asia Tour                         |      |      |      |      |      |      |      |      |      |      |      |      |      |      |      |      | 142e |
| UCI America Tour                      |      |      |      |      |      |      |      |      |      |      |      |      |      |      |      |      | 5e   |
|                                       |      |      |      |      |      |      |      |      |      |      |      |      |      |      |      |      |      |
| Légende : nc = non classéSource : UCI |      |      |      |      |      |      |      |      |      |      |      |      |      |      |      |      |      |

### Distinctions
- Sportif suisse de l'année : 2008 et 2016
- Cycliste suisse de l'année : 2010 et 2014
- Mendrisio d'or : 2006 et 2008
- Trophée Flandrien international en 2008 et 2010
- Vélo d'or : 2010
- Prix Franco Ballerini : 2010
- Trophée de l'Association internationale des journalistes de cyclisme en 2010[90]